# Tephrosia rigida
Tephrosia rigida är en ärtväxtart som beskrevs av Johan Baptist Spanoghe. Tephrosia rigida ingår i släktet Tephrosia och familjen ärtväxter. Inga underarter finns listade i Catalogue of Life.